# Алкалар
Алкалар, порт. Alcalar — крупнейший доисторический некрополь на юге Португалии в Алгарве. Находится по дороге из Портимана в Монтиш-ди-Сима и состоит из 16 мегалитических сооружений и куполообразных гробниц. В 1970-е гг. рядом с некрополем обнаружены останки иберского поселения бронзового века. Некрополь известен учёным ранее, с 1880 г., однако задолго до того он был разграблен. Вдали от некрополя обнаружены и другие мегалитические сооружения — вместе с некрополем их число составляет 29.